# Shamim Akhtar
Shamim Akhtar (* 9. März 1924 in Lahore; † 22. November 2020 in London), oder allgemein als Shamim Bibi bezeichnet, war die Mutter des ehemaligen pakistanischen Premierministers Nawaz Sharif.

## Leben
Akhtar wurde am 9. März 1924 in Lahore in Pakistan geboren und absolvierte die Hochschulreife. Sie war die Frau von Mian Muhammad Sharif und die Mutter des ehemaligen Premierministers Nawaz Sharif, des derzeitigen Premierministers Shahbaz Sharif und des ehemaligen Mitglieds der Nationalversammlung Abbas Sharif. Shamim Akhtar zog Anfang Februar 2020 nach London und lebte seitdem mit ihrem Sohn Nawaz Sharif zusammen. Als Alzheimer-Patientin war sie seit über einer Woche in einem kritischen Zustand und konnte ihre Gesundheit nicht wiedererlangen. Sie war mehrere Monate krank gewesen und ihr Zustand verschlechterte sich. Anschließend starb Shamim Bibi in den frühen Morgenstunden des 22. November 2020 in London. Die Familie Sharif arrangierte die Überführung ihres Leichnams zur Beerdigung nach Pakistan.